# Турано Лодиджано
Тура̀но Лодиджа̀но (на италиански: Turano Lodigiano, на западноломбардски: Turan, Тюран) е село и община в Северна Италия, провинция Лоди, регион Ломбардия. Разположено е на 68 m надморска височина. Населението на общината е 1548 души (към 2012 г.).